# Breberen
Breberen is een dorp in Noordrijn-Westfalen, behorend tot de gemeente Gangelt. In 2015 had het 892 inwoners.
Breberen werd voor het eerst schriftelijk vermeld in 1343, als Breyberen. De Sint-Maternusparochie werd reeds in 1079 vermeld. In de middeleeuwen behoorde het tot het Hertogdom Gulik.

## Bezienswaardigheden
- Sint-Maternuskerk, parochiekerk, gebouwd in 1827-1890.
- Windmolen van Breberen aan Selfkant-Mühlenstrasse, van 1842.
- Haus Altenburg, een kasteel uit de 17e en 18e eeuw, gelegen op de plaats van een in 1330 voor het eerst vermeld mottekasteel Hof ten Berghe.
- Dorpspomp aan de Römerstrasse.

## Natuur en landschap
Breberen ligt in de vallei van de Saeffeler Bach op een hoogte van ongeveer 65 meter. Hier ligt het natuurgebied Höngener und Saeffeler Bruch.

## Nabijgelegen kernen
Saeffelen, Langbroich, Bocket, Koningsbosch, Hastenrath, Gangelt